# Сизенко, Евгений Иванович
Евге́ний Ива́нович Сизе́нко (25 сентября 1931, с. Лукьяново, Нижне-Волжский край — 26 сентября 2016, Москва) — советский партийный и государственный деятель. Первый заместитель Председателя Государственного агропромышленного комитета СССР — Министр СССР (1985—1989), первый заместитель председателя Совета Министров РСФСР, председатель Совета агропромышленного комплекса РСФСР (1989—1990).

## Биография
В 1954 году окончил Московскую сельскохозяйственную академию. Кандидат экономических наук (1958).
Трудовую деятельность начал в 1954 г. в должности агронома по испытанию сельскохозяйственных машин в колхозе им. Тельмана, Рыбновский район Рязанская область.
- 1954—1957 гг. — аспирант Московской сельскохозяйственной академии имени К. А. Тимирязева, одновременно секретарь комитета ВЛКСМ академии,
- 1957—1960 гг. — ассистент, преподаватель кафедры организации социалистических сельскохозяйственных предприятий Московской сельхозакадемии,
- 1960—1962 гг. — помощник по сельскому хозяйству первого секретаря Московского областного комитета КПСС,
- 1962 г. — первый секретарь Ступинского районного комитета КПСС Московской области,
- 1963—1964 гг. — секретарь парткома Люберецкого производственного совхозно-колхозного управления Московской области,
- 1964—1965 гг. — заведующий сельскохозяйственным отделом Московского областного комитета КПСС,
- 1965—1970 гг. — заместитель, первый заместитель председателя Московского облисполкома,
- 1970—1978 гг. — секретарь Московского областного комитета КПСС,
- 1978—1984 гг. — первый секретарь Брянского областного комитета КПСС,
- 1984—1985 гг. — министр мясной и молочной промышленности СССР,
- 1985—1989 гг. — первый заместитель председателя Государственного агропромышленного комитета СССР — Министр СССР,
- 1989—1990 гг. — первый заместитель председателя Совета Министров РСФСР, председатель Совета агропромышленного комплекса РСФСР,
- 1990—2009 гг. — вице-президент РАСХН.

При подготовке программы «О мерах по ускорению развития перерабатывающих отраслей агропромышленного комплекса в 1988—1995 гг.» по его инициативе был намечен комплекс мер по обновлению и развитию материально-технической базы, созданию машин и оборудования для пищевой промышленности на принципах конверсии предприятий ВПК. Была предложена масштабная программа реконструкции, технического перевооружения и создания новых мощностей в перерабатывающей промышленности.
С 2000 г. — советник РАСХН. С 2015 г. — главный научный сотрудник ФГБНУ «Всероссийский НИИ мясной промышленности им. В. М. Горбатова».
Член ЦК КПСС в 1981—1990 гг. Депутат Верховного Совета СССР 10—11 созывов.
Член-корреспондент РАСХН (1990), академик РАСХН (1993), академик РАН (2013) по отделению сельскохозяйственных наук.
Специалист в области научных основ пищевой и перерабатывающей промышленности. Под его руководством и при участии разработана «Концепция основных фундаментальных исследований и научно-технического обеспечения перерабатывающих отраслей АПК». Являлся одним из авторов «Концепции государственной политики в области здорового питания населения России на период до 2005 года», «Федеральной целевой программы стабилизации и развития агропромышленного производства в Российской Федерации на 1996—2000 гг.» Им опубликовано более 200 научных трудов, из них свыше 20 монографий и брошюр.
Похоронен на Троекуровском кладбище.

## Награды и звания
- орден Ленина
- орден Октябрьской Революции
- два ордена Трудового Красного Знамени

Лауреат премии Правительства Российской Федерации в области науки и техники.
Заслуженный работник пищевой индустрии РФ.